# جاك أستلي
جاك أستلي (بالإنجليزية: Jack Astley)‏ (3 ديسمبر 1909 في المملكة المتحدة - 1984) هو لاعب كرة قدم بريطاني (وحمل سابقاً جنسية المملكة المتحدة لبريطانيا العظمى وأيرلندا) في مركز الظهير. لعب مع كوفنتري سيتي ونادي برينتفورد ونادي ساوثبورت ونادي شيلبورن ودوري أيرلندا الحادي عشر ‏.